# كارل ماير (طبيب)
كارل ماير (بالألمانية: Carl Friedrich Meyer) (و. 1803 – 1886 م) هو طبيب نفسي، من الإمبراطورية الألمانية، ولد في لوبكه، توفي عن عمر يناهز 83 عاماً.

## مناصب وهيئات
أدار جامعة تارتو.

## جوائز
حصل على جوائز منها:
- ترتيب النسر الأحمر.